# Джонсон, Кирк
Кирк Джонсон (англ. Kirk Johnson; 29 июня 1972) — канадский боксёр-профессионал, выступавший в тяжёлой категории. Участник Олимпийских игр 1992 года в Барселоне.

## Любительская карьера
Олимпийские игры результаты
1992 четвертьфиналист в супертяжелом весе, в Барселоне, Испания.
Победил Иосиф Akhasamba (Кения) РСК 2
Проиграл Давид Izonritei (Нигерия) 5-9
Другие Любительские Изюминки
1989 мира среди юниоров Золотой призёр в тяжелом весе, в Байамоне, Пуэрто-Рико.
Поражение Пенчо Dzhurov (Болгария) ко-1
Победил Бобби Харрис (США) RSCH 1
Победил Дмитрий Авдалян (СССР) 24-11
1990 серебряный призёр чемпионата мира среди юниоров в супертяжелом весе, в Лиме, Перу.
Победил Бобби Харрис (США) 18-14
Победил Джоэла Донатьен (Куба) ко-2
Проиграл Игорь Андреев (СССР) 7-18
1991 участник чемпионата мира в супертяжелом весе, в Сиднее, Австралия.
Проиграл Феликс Савон (Куба) 2 РЕТ
1992 североамериканском Олимпийском отборочном Золотой медалист в супертяжелом весе, в Санто-Доминго, Доминиканская Республика.
Поражение Aridio Фана (Доминиканская Республика) 18-2
Победил Хосе Анибал Марреро (Пуэрто-Рико) 28-4

## Профессиональная карьера
Дебютировал в апреле 1993 года. Провёл 19 рейтинговых поединков, выходя в основном против слабых соперников. В августе 1996 года победил Дэннела Николсона. В ноябре 1996 года победил Терри МакГрума (13-0-2). В 1998—1999 годах дважды встретился с Альфредом Коулом: 1-й раз бой завершился в ничью, во 2-й раз победил Кирк Джонсон.

### 7 октября2000Кирк Джонсон —Олег Маскаев
- Место проведения:  Мохеган Сан Касино, Юнкасвилл, Коннектикут, США
- Результат: Победа Джонсона нокаутом в 4-м раунде в 12-раундовом бою
- Статус: Титул по версии PABA в супертяжёлом весе.
- Рефери: Дик Флахерти
- Счет судей: Том Казмарек (30—27), Стив Эпстейн (29—28), Фрэнк Ломбарди (30—27) — все в пользу Джонсона
- Время: 0:51
- Вес: Джонсон 105,50 кг; Маскаев 104,33 кг
- Трансляция: HBO

В октябре 2000 года Кирк Джонсон встретился с Олегом Маскаевым. В начале 4-го раунда американец встречным левым хуком попал в челюсть, и Маскаев упал. Россиянин сразу же встал. Джонсон пошёл его добивать. Он провел несколько ударов в голову. Затем, прижав россиянина к канатам, Джонсон выбросил левый хук в челюсть, затем правый, потом повторил левый-правый и снова левый. Тут Маскаев начал падать, и Джонсон вдогонку выбросил правый хук. Россиянин вывалился за канаты. Это был тяжелый нокаут.

### 2001
В апреле 2001 года нокаутировал в 1-м раунде Деррика Бэнкса. В июле 2001 года Джонсон в элиминаторе WBA победил Ларри Дональда.

### 27 июля2002Джон Руис—Кирк Джонсон
- Место проведения:  Мандалей Бэй Ресорт энд Касино, Лас-Вегас, Невада, США
- Результат: Победа Руиса дисквалификацией в 10-м раунде в 12-раундовом бою
- Статус: Чемпионский бой за титул WBA в тяжёлом весе (2-я защита Руиса)
- Рефери: Джо Кортес
- Счет судей: Патрисия Морс Джермен (85—84), Джерри Рот (85—84), Дейв Моретти (86—83) — все в пользу Руиса
- Время: 2:17
- Вес: Руис 105,70 кг; Джонсон 108,00 кг
- Трансляция: HBO BAD
- Счёт неофициального судьи: Харольд Ледерман (84—85 Джонсон)

В июле 2002 года состоялся бой между непобеждённым Кирком Джонсоном и чемпионом мира в супертяжёлом весе по версии WBA Джоном Руисом. В конце 1-го раунда Джонсон провёл левый апперкот в пах, и Руис, согнувшись, упал на канвас. Рефери Джо Кортес снял с канадца очко. В конце 4-го раунда Джонсон вновь провёл левый апперкот в пах, и Руис, вновь согнувшись, опустился на канвас. На этот раз рефери ограничился устным предупреждением, не став снимать очко с канадца. После возобновления поединка Руис набросился на Джонсона и, сцепившись в клинче, провёл удар головой. Рефери приостановил поединок и начал внушать им, как надо себя вести на ринге. В это время Руис вновь попытался провести удар головой. Рефери спросил Руиса, а затем Джонсона: «Тебя что, дисквалифицировать?». Раунд закончился под гул недовольного зала. В середине 7-го раунда Джонсон опять левым апперкотом провёл удар в пах, и Руис вновь упал на канвас. Рефери снял с претендента очко. Руис отдыхал все положенные пять минут. В конце 9-го раунда Руис провёл левый хук в челюсть Джонсону. Тот сразу пошёл в клинч. Руис оттолкнул его. Джонсон повалился на канвас. Руис, зацепившись за него, тоже свалился на ринг. Рефери не счёл это нокдаунами. До конца раунда оставалось 20 секунд. Руис начал яростно атаковать, а Джонсон пытался спастись в клинчах. Сразу же после гонга Руис провёл правый хук по затылку и Джонсон упал. Рефери не счёл это ни нокдауном, ни нарушением. В коцне 10-го раунда Джонсон в 4-й раз провёл левый апперкот ниже пояса. На этот раз Руис не упал, однако рефери без раздумий остановил поединок, дисквалифицировав канадца.

### 2002—2003
В декабре 2002 года, Джонсон нокаутировал Джереми Бейтса. В марте 2003 года Джонсон победил Лу Саварезе и завоевал интерконтинентальный титул по версии WBO. После этого поединка Кирк Джонсон должен был встретиться с чемпионом мира по версии WBC Ленноксом Льюисом, но за 2 недели до боя Джонсон получил травму и был вынужден отказаться от боя.

### 6 декабря2003Виталий Кличко—Кирк Джонсон
- Место проведения:  Мэдисон-Сквер-Гарден, Нью-Йорк, Нью-Йорк, США
- Результат: Победа Кличко техническим нокаутом во 2-м раунде в 12-раундовом бою
- Статус: Отборочный бой за титул WBC в тяжёлом весе
- Рефери: Артур Мерканти младший
- Время: 2:54
- Вес: Кличко 113,40 кг; Джонсон 117,90 кг
- Трансляция: HBO
- Счёт неофициального судьи: Харольд Ледерман (10—9 Кличко)

В декабре 2003 года состоялся отборочный бой за титул  WBC в тяжёлом весе между Кирком Джонсоном и Виталием Кличко. В конце 2-го раунда Кличко зажал противника в углу и обрушил град ударов. Джонсон опустился на пол, но сразу же поднялся. Рефери отсчитал нокдаун. Кличко сразу бросился добивать противника. Украинец выбросил несколько ударов в челюсть и в корпус, после чего канадец вновь упал. Рефери прекратил бой, не открывая счёт. Джонсон решение не оспаривал.

### 2004—2006
В июле 2004 года Джонсон нокаутировал в 8-м раунде Гилберта Мартинеса. Почти год не выходил на ринг, после чего победил сильного кубинца, Янки Диаза. В марте 2006 года Джонсон провёл бой против мексиканского боксёра Хавьера Мора. В бою Джонсон вывихнул колено и бой признали несостоявшимся. После этого Джонсон на 4 года покинул бокс. В апреле 2010 года провёл 4-раундовый бой, в котором в первом же нокаутировал своего соперника.